# Боровец (резерват)
Вижте пояснителната страница за други значения на Боровец.
Поддържан резерват „Боровец“ се намира край село Равен, община Момчилград.
Обявен е с постановление №1171 на Министерския съвет от 24 септември 1951 г. с естествено находище на черноборови гори. Прекатегоризиран е в поддържан резерват със Заповед № 368 от 15 октомври 1999 г.
Общата площ на резервата е 35,9 хектара. Общата защитена площ е 360 декара. Разположен е на около 2 км от село Равен. До него води добър път.
Теренът на този резерват е силно насечен — с големи наклони и много стръмнини. Изложението е твърде разнообразно — северно, северозападно, южно. Средната му надморска височина е 400 м.
Почвата е канеленогорска с глинесто-песъчлив механичен състав. Това е горски черноборов резерват — най-източното черноборово насаждение в страната. Освен черен бор в дървесния състав участват още значително количество зимен дъб, по-малко благун и още по-малко келяв габър. Срещат се и единични екземпляри от бял бор. В подлеса вземат участие шипка, смрадлика, синя хвойна и др. В резервата има богата тревиста растителност. Средната възраст на боровите дървета е 130 години, а на най-старите – 180. Боровец е обявен за защитен обект през 1956 г.